# グレゴリ・デランジェール
グレゴリ・デランジェール（Grégori Dérangère, 1971年3月27日 - ）は、フランス・モンペリエ出身の俳優。

## 主な出演作品
- 三銃士 妖婦ミレディの陰謀 D'Artagnan et les trois mousquetaires (2005)
- 灯台守の恋 L'Équipier (2004)
- ボン・ヴォヤージュ Bon voyage  (2003)
- アンナ・オズ Anna Oz   (1996)